# 牛小梅
牛小梅（1944年4月—），女，陕西黄陵人，中华人民共和国政治人物，曾任第八、九届全国政协委员。